# エサ＝ペッカ・サロネン

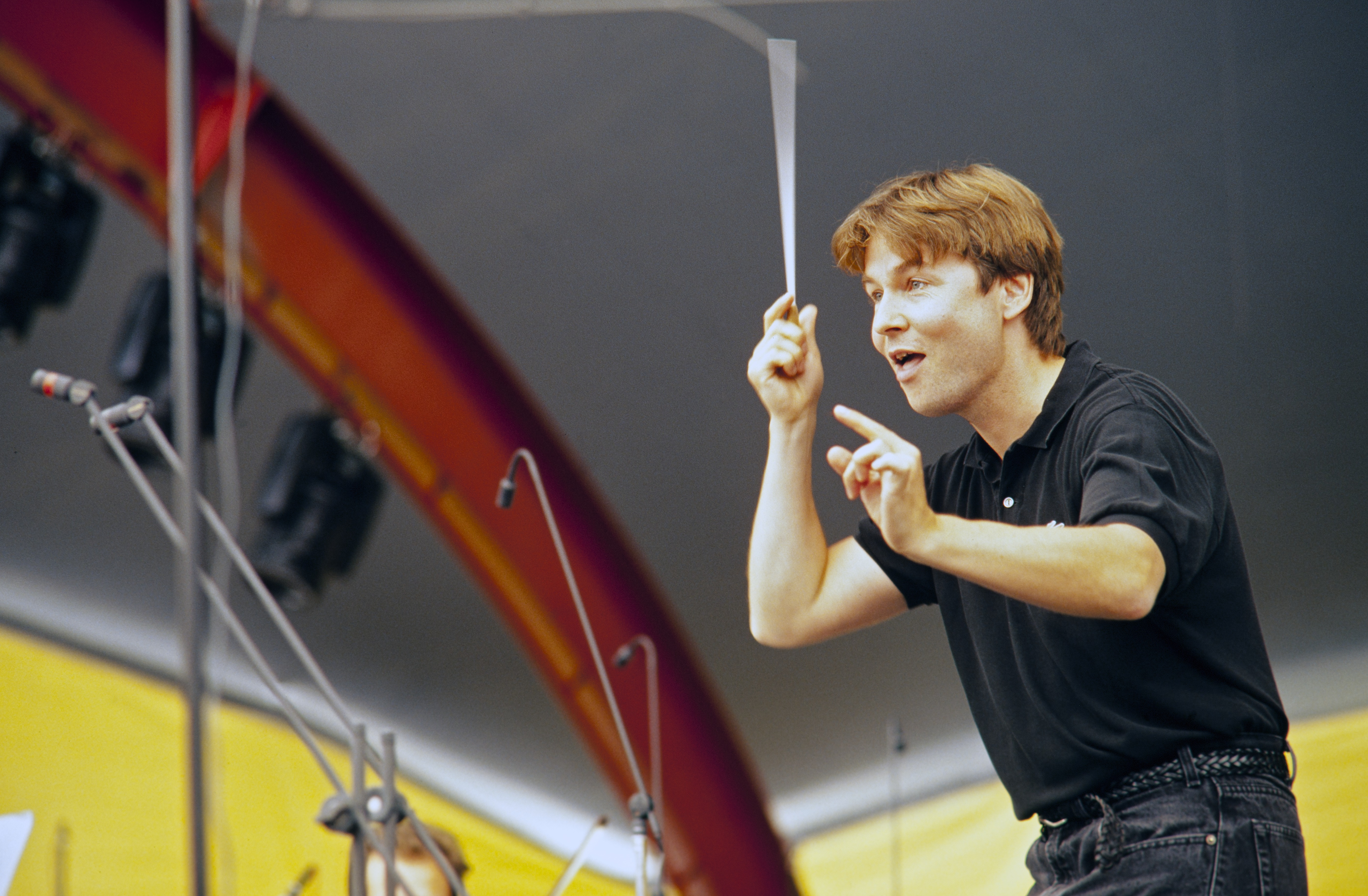
エサ＝ペッカ・サロネン

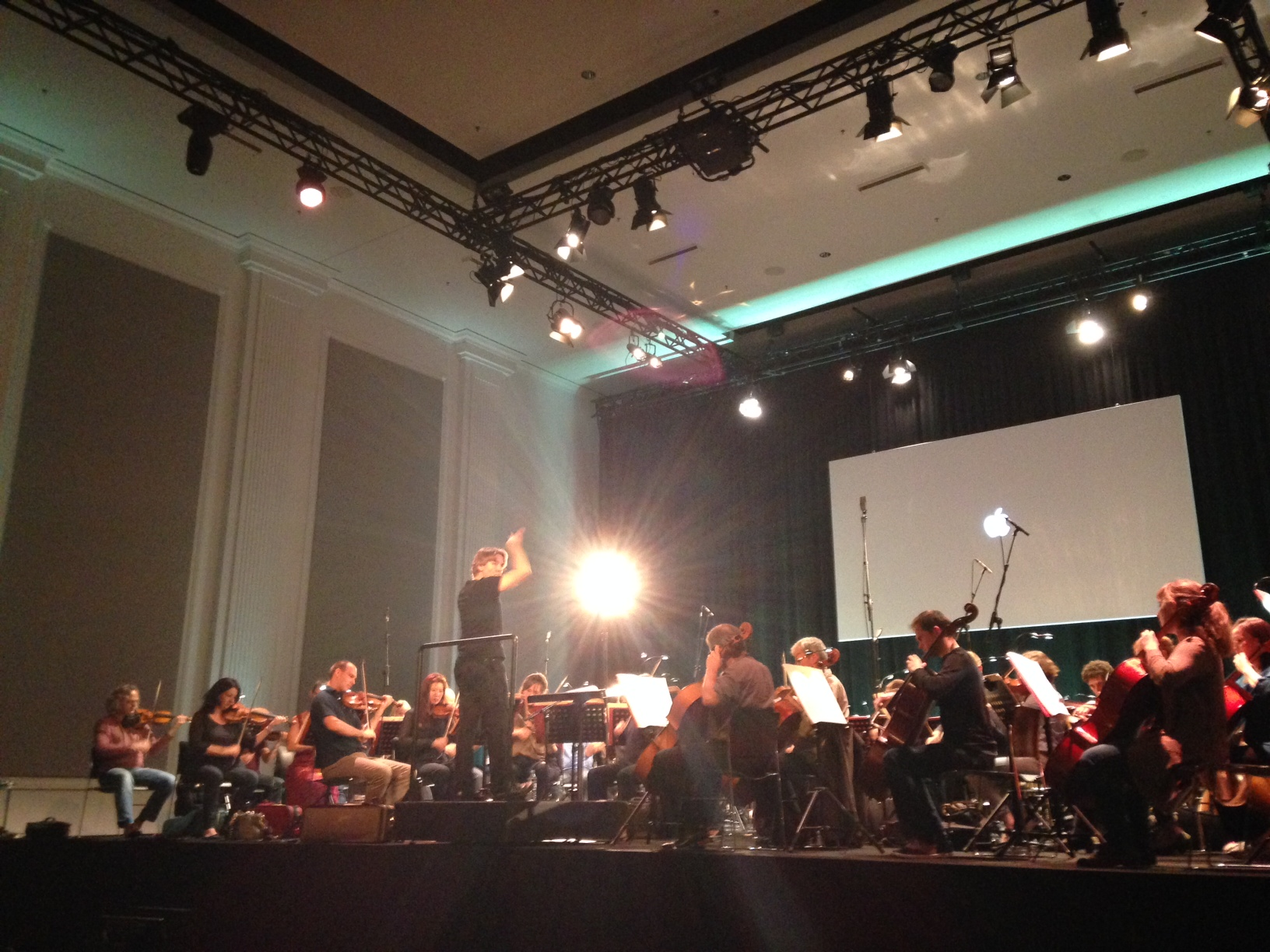
エサ＝ペッカ・サロネン

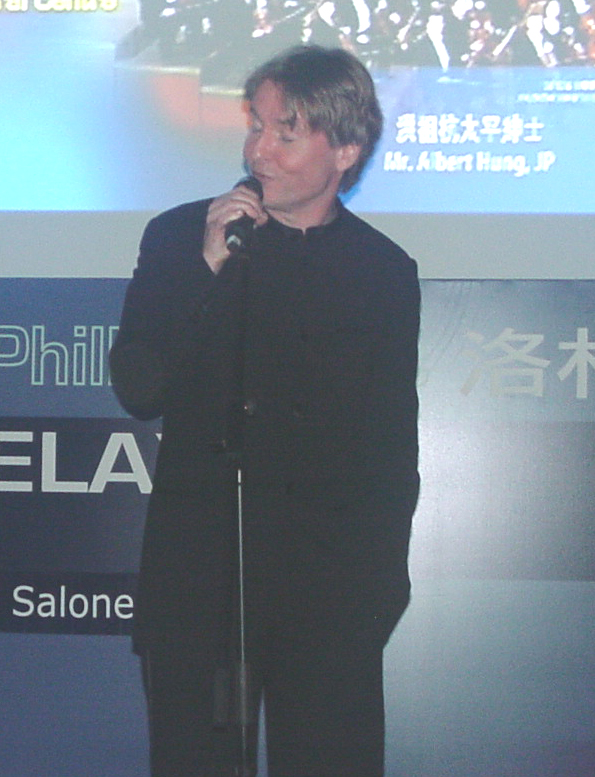
エサ＝ペッカ・サロネン

エサ＝ペッカ・サロネン（Esa-Pekka Salonen, 1958年6月30日 - ）は、フィンランドの作曲家・指揮者。2020年からサンフランシスコ交響楽団の音楽監督。また、ロサンジェルス・フィルハーモニックの桂冠指揮者である。2020年、大英帝国名誉騎士号（英: Honorary Knighthood (KBE) ）に叙せられた。

## 人物・来歴
ヘルシンキ・シベリウス音楽院で、ホルン演奏と作曲を学ぶ。同級生の作曲家マグヌス・リンドベルイやサーリアホと実験音楽合奏団「トイミー」（Toimii、フィンランド語で「それは作用する」の意）を結成。その後、フランコ・ドナトーニとニコロ・カスティリオーニのもとで作曲の研鑽を積む。当初は作曲活動に専念したが、1983年に急遽ロンドンでマイケル・ティルソン・トーマスの代役としてフィルハーモニア管弦楽団のマーラー作曲交響曲第3番の公演を引き受けることとなり、指揮者としての経歴が開始された。その後も1985年から1994年までフィルハーモニア管弦楽団の首席客演指揮者を務めてきた。
1985年からスウェーデン放送交響楽団の首席指揮者に、また1984年にアメリカデビューを果たして以来、1991年からロサンジェルス・フィルハーモニックの音楽監督に就任（首席指揮者と兼任）し、現代音楽の演奏と録音に献身してきた。ヴィトルド・ルトスワフスキの交響曲第3番の世界初録音は、1985年度グラモフォン賞現代音楽部門最優秀録音に選ばれた。サロネンは、現代音楽だけでなく、シベリウスやニールセン、ラーションなどの、20世紀前半から中頃に活躍した北欧の作曲家の紹介にも取り組んでいる。
サロネンは、2020/21のシーズンまでフィルハーモニア管弦楽団の首席指揮者を務め、桂冠指揮者（英: Conductor Laureate）の称号が付与された。また、2020年9月開始のシーズンからサンフランシスコ交響楽団の第12代音楽監督に就任した。
一方、作曲家としてのサロネンの主な作品には、フランツ・カフカの『判決』から題名をとったサクソフォーン協奏曲『…一瞥して何も気付かず…』（...auf den ersten Blick und ohne zu wissen..., 1980年）や、スタニスワフ・レムのテクストによるソプラノのためのFloof（1982年）、管弦楽曲『ロサンジェルス変奏曲』（L.A. Variations, 1996年）などがある。作曲活動に没頭できるように2000年に1年間の休息をとり、その間にホルン独奏曲『演奏会用練習曲』（Concert Étude ）や、アンシ・カルトゥネンとロンドン・シンフォニエッタのためのチェロ作品や管弦楽曲を作曲した。
作品は、チェスター社から出版されている。

## 主な作品

### 管弦楽作品
- スタニスワフ・レムのテクストによるソプラノのためのFloof - 1982年
- 管弦楽曲『ロサンジェルス変奏曲』（英語版） - 1996年
- フォーリン・ボディーズ〜管弦楽のための〜（英語版） - 2001年
- インソムニア〜管弦楽のための〜（英語版） - 2002年 (サントリーホール国際作曲委嘱シリーズ No.26)[5]
- ヒーリックス〜管弦楽のための〜（英語版） - 2005年
- ニュクス（英語版）- 2010年

### 協奏曲
- サクソフォーン協奏曲『…一瞥して何も気付かず…』 - 1980年
- ピアノ協奏曲（英語版） - 2007年
- ヴァイオリン協奏曲（英語版） - 2009年
- チェロ協奏曲（英語版） - 2017年

他

## 来日歴
- 1987年、スウェーデン放送交響楽団来日公演
- 1988年、NHK交響楽団定期演奏会客演
- 1990年、NHK交響楽団定期演奏会客演
- 1994年、ロサンジェルス・フィルハーモニック来日公演
- 1998年、フィルハーモニア管弦楽団来日公演
- 2002年、NHK交響楽団定期演奏会客演、他
- 2008年、ロスアンジェルス・フィルハーモニック来日公演（「音楽の友」ベストコンサート）
- 2010年、フィルハーモニア管弦楽団来日公演、ウィーン・フィルハーモニー管弦楽団来日公演（キャンセル）（小澤征爾の代役）
- 2013年、フィルハーモニア管弦楽団来日公演
- 2015年、フィルハーモニア管弦楽団来日公演
- 2017年、フィルハーモニア管弦楽団来日公演
- 2020年、フィルハーモニア管弦楽団来日公演

## 出演

### CM
- Apple「iPad Air」（2014年）